# Diocesi di Tamanon
La diocesi di Tamanon è un'antica sede della Chiesa d'Oriente, suffraganea dell'arcidiocesi di Nisibi, attestata dall'XI al XIII secolo.

## Storia
Tamanon, località a sud del monte Judi e a nord di Zakho nella regione di Qardū, fu sede di una diocesi della Chiesa d'Oriente, attestata come suffraganea dell'arcidiocesi di Nisibi in un documento del 1007/08. La località ebbe una comunità cristiana fin dal VI secolo, che faceva parte della diocesi di Gazira (o Qardū).
Il primo vescovo conosciuto è Awdisho, che partecipò alla consacrazione del patriarca Abdisho II ibn al-ʿArid nel gennaio 1075 nella chiesa di Kohe a Al-Mada'in.
Al XII secolo è attribuito il vescovo Giovanni bar Hamis, autore di una grammatica in siriaco, menzionato in un catalogo di autori siri redatto da Abdisho bar Berika nel XIV secolo. Assemani e Le Quien identificano questo vescovo con Ibn Al-Haddad, menzionato nel 1102, e che è attestato, con il nome di Giovanni, come metropolita di Mosul nel 1134 e nel 1139. Questa identificazione è messa in dubbio da Jean-Maurice Fiey.
Un altro vescovo di nome Awdisho prese parte nell'aprile del 1111 alla consacrazione del patriarca Elia II bar Muqli. Awdisho dovette morire poco dopo, poiché tra i primi vescovi consacrati dal nuovo patriarca ci fu anche Bar Sawma di Tamanon, che nel 1134 divenne patriarca della Chiesa d'Oriente.
La diocesi, suffraganea di Nisibi (Suba), è attestata nel 1222 nel Libro dell'ape di Salomone di Akhlât.
Nel 1265 è documentato il vescovo Brikhisho, che partecipò ai funerali del patriarca Makkikha II e alla consacrazione del suo successore Denha I, nell'epoca in cui i mongoli conquistarono Baghdad ponendo fine al califfato abbaside. In quest'occasione, la sede è nota con il doppio titolo di "Tamanon e Wasta".
Non si hanno più notizie della diocesi. Il titolo di Tamanon sopravvisse per qualche periodo unito a quello di Gazira, attestato in data sconosciuta dal vescovo Giuseppe di Gazira e Tamanon, autore di un inno sull'ascensione.

## Cronotassi dei vescovi
- Awdisho I † (menzionato nel 1075)
- Giovanni bar Hamis †
- Awdisho II † (menzionato nel 1111)
- Bar Sawma † (circa 1111 - 1134 eletto patriarca della Chiesa d'Oriente)
- Brikhisho † (menzionato nel 1265)
- Giuseppe †